# Joachim Heinrichs

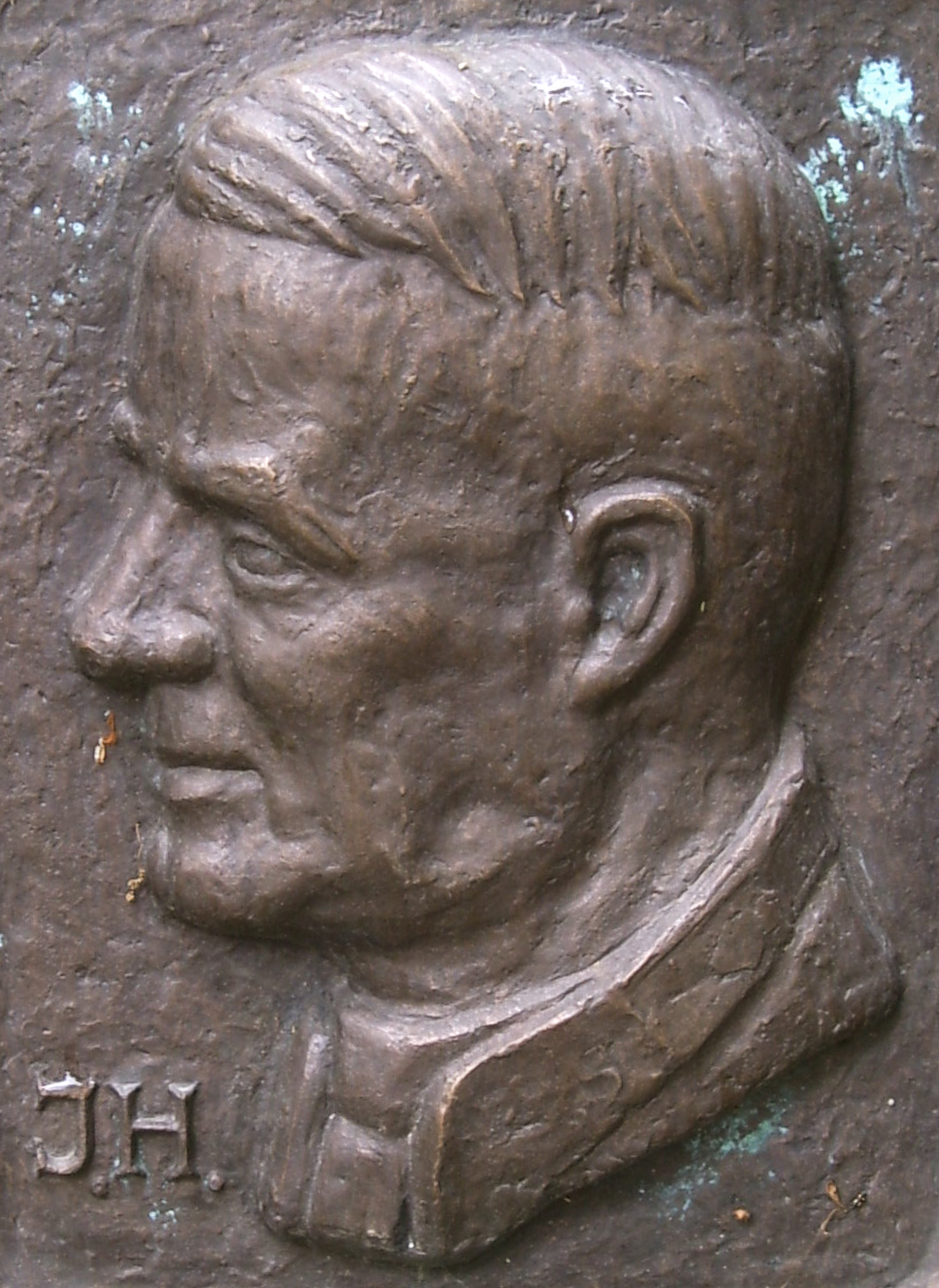
Porträt am Gedenkstein vor der evangelischen Kapelle im Schöneicher Ortsteil Fichtenau

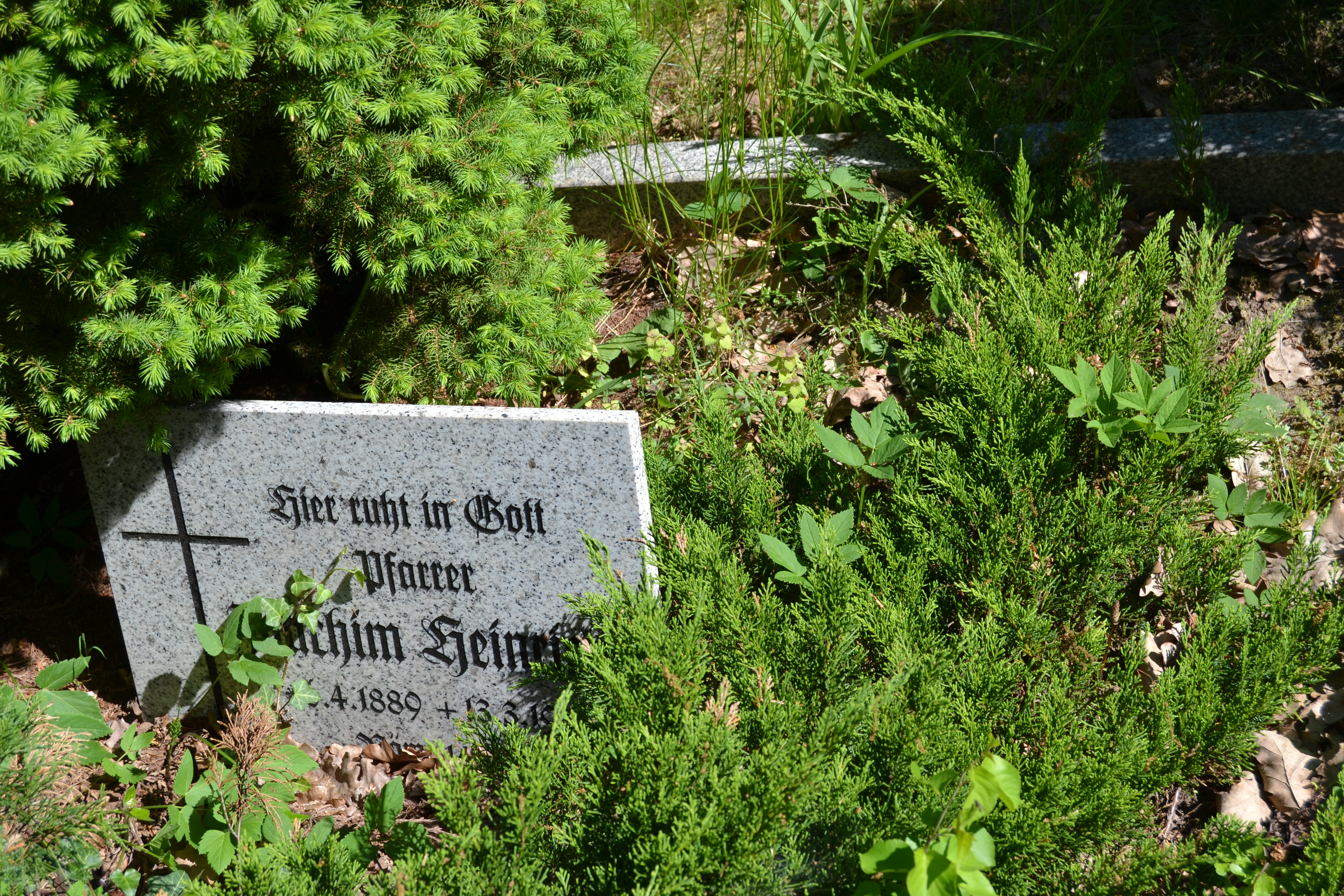
Grab Heinrichs auf dem Waldfriedhof Schöneiche.

Joachim Heinrichs (* 4. Juni 1889 in Burgörner-Neudorf; † 13. März 1955 in Schöneiche bei Berlin) war ein deutscher Pfarrer und Mitglied der Bekennenden Kirche.

## Leben und Wirken
Joachim Heinrichs, ein Pfarrerssohn, studierte vor dem Ersten Weltkrieg mit ungewisser Zielsetzung und manchen Skrupeln Evangelische Theologie, erreichte aber noch keinen Abschluss. Am Krieg nahm er als Offizier teil und wurde infolge einer Verletzung schwerhörig. Die Erlebnisse brachten ihn dazu, sein Studium abzuschließen. In der Altmark fand er in der „Sydower Bruderschaft“ einen Kreis von Pfarrern, der sich zum Ziel gesetzt hatte, die theologische Arbeit besonders durch gründliche Lektüre von Luthers Schriften zu vertiefen und die Gemeindearbeit und den Pfarrdienst im Geiste des Neuen Testamentes zu erneuern, sich aber auch den geistigen Auseinandersetzungen der Zeit, besonders den Fragen nach sozialer Gerechtigkeit und nach dem Sinn von Volk und Nation zu stellen. 1930 kam er während der beginnenden Weltwirtschaftskrise und des wachsenden Einflusses des Nationalsozialismus von einer Landpfarrerstelle in der Altmark als Pfarrer nach Schöneiche.
Bei den Kirchenwahlen im November 1932 fand er noch Mitstreiter, um den Ansturm der Deutschen Christen in Schöneiche einzudämmen. Jedoch nach der Machtergreifung der Nationalsozialisten und einer erzwungenen Neuwahl bestand der Kirchenrat nur noch aus „Deutschen Christen“. Nur Pfarrer Heinrichs vertrat eine andere Richtung. Zwangsläufig erregten seine Predigten Anstoß, und er wurde angezeigt, weil er sich nicht den Richtlinien entsprechend verhielt. Daraufhin schloss Heinrichs sich dem Pfarrernotbund an. Mit Gemeindegliedern gleicher Überzeugung bildete Heinrichs in Schöneiche eine Bekennende Gemeinde als Teil der 1934 auf Synoden in Barmen und Dahlem ausgerufenen Bekennenden Kirche.
In der Folgezeit musste Heinrichs ständig gegen Beeinträchtigungen seiner Arbeit kämpfen. Zeitweise wurde ihm sogar ein deutschchristlicher Pfarrer zur Seite gestellt. Man bezichtigte ihn auch – unberechtigterweise – finanzieller Untreue. Als 1939 der Zweite Weltkrieg ausbrach, war seine Entfernung aus dem Kirchendienst schon beschlossen, jedoch wurde wegen des Krieges die Strafmaßnahme ausgesetzt. Viele Gemeindeglieder stützten Heinrichs in diesen Jahren und stellten ihm mit dem „Bruderrat“ eine neue Gemeindeleitung zur Seite. Doch Heinrichs beschränkte sich nicht nur auf Worte. Er nahm sich bewusst der bedrohten Gemeindeglieder jüdischer Herkunft an. Es wurde bekannt, dass er nicht nur Schöneicher Juden half, sondern auch zur Deportation bestimmten jüdischen Flüchtlingen aus Berlin erste Unterkunft gewährte.
Nach dem Krieg beteiligte sich Heinrichs intensiv am Neuanfang in der Gemeinde.
Joachim Heinrichs war mit Klara Strauss verheiratet, die vor ihrer Ehe Diakonissenschwester gewesen war. Sie hatten vier Töchter.